# Potentilla glabra
Potentilla glabra es una especie de planta herbácea perenne perteneciente a la familia Rosaceae. Tiene las hojas verdes y flores con cinco pétalos blancos.

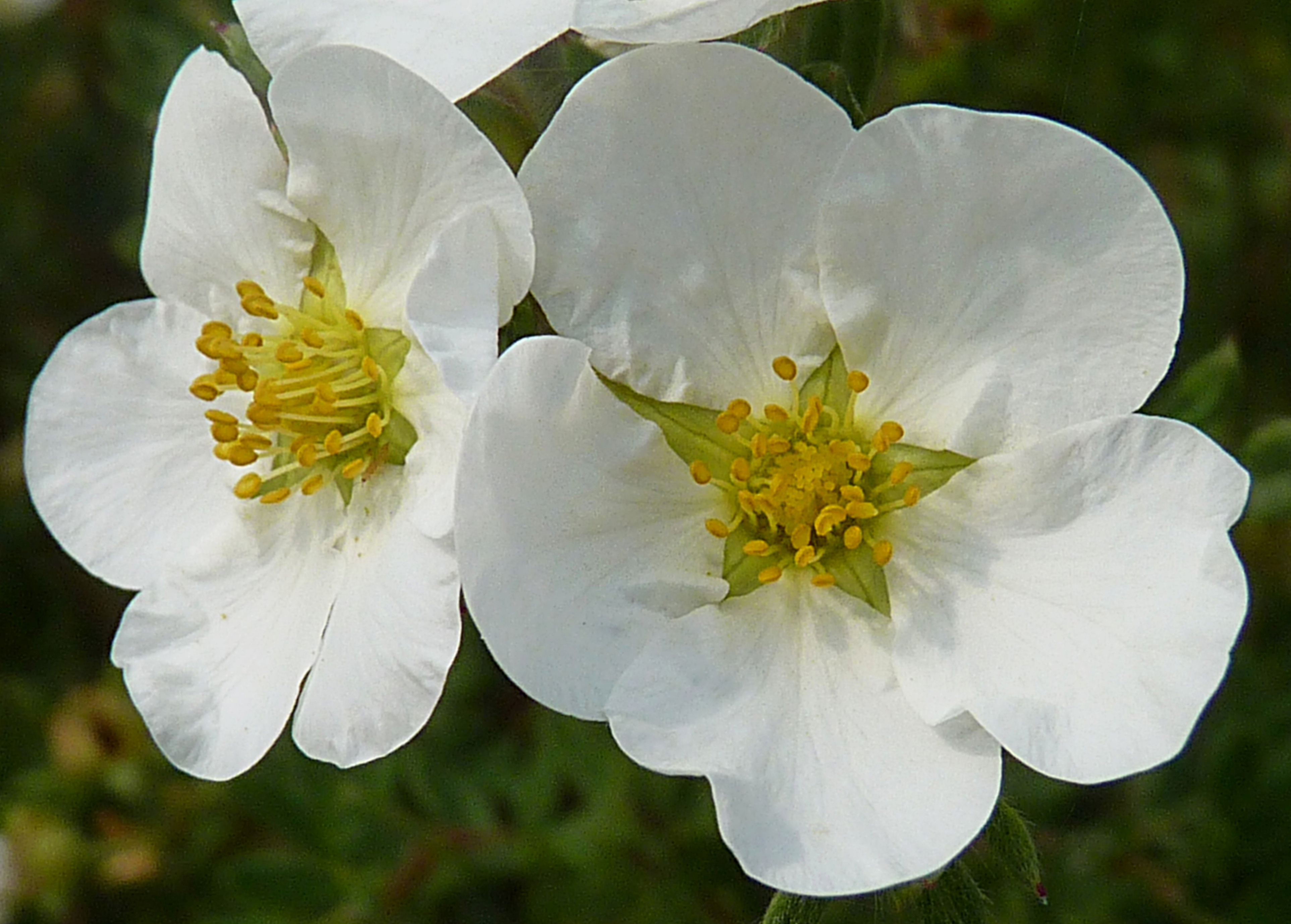
Detalle de las flores

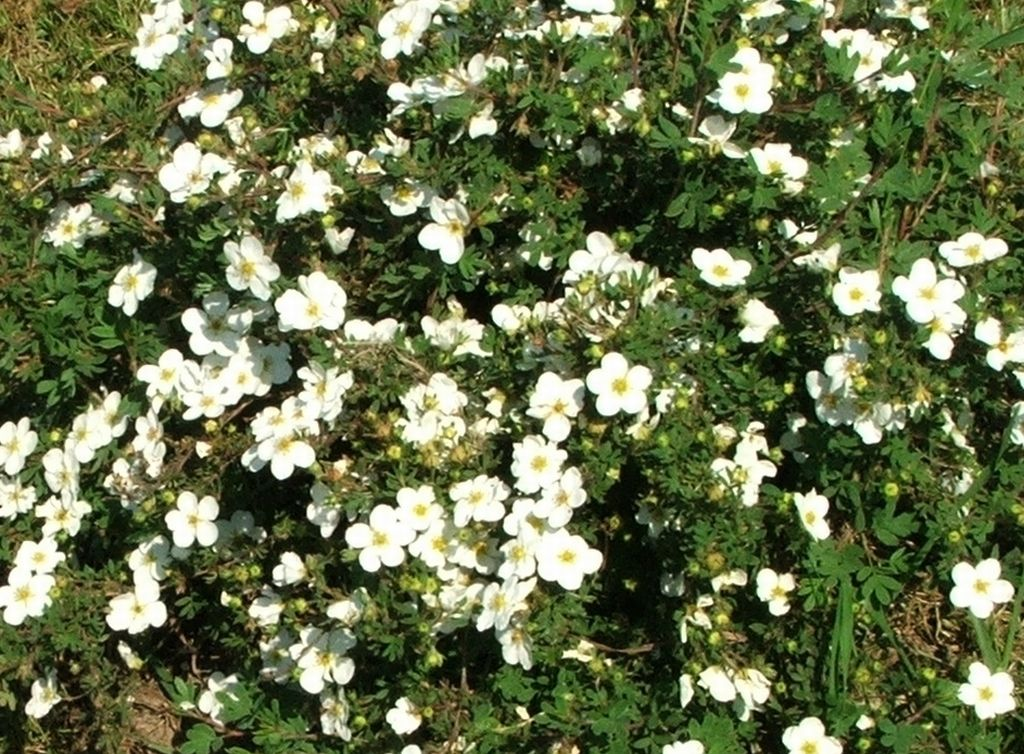
Vista de la planta

## Descripción
Es un arbusto que alcanza un tamaño de 0,3 a 2 metros de altura. Las ramas jóvenes están cubiertas de una pelusa fina, de color marrón grisáceo. Las estípulas son membranosas y delgadas, escasamente pilosas o casi calvas. La lámina de la hoja tiene 4 o 6 foliolos. Los foliolos son oblongos, obovadas-elípticos u ovado-elípticos y miden 0,5 a 1,2 cm × 4 a 8 mm. La parte superior e inferior son escasamente peludas, peludas o calvo sedosas. La base de la hoja tiene forma de cuña o redondeada. Tiene una a varias flores. Están dispuestas en las ramas terminales individuales y tienen un diámetro de 1.5 a 2.5 centímetros. El tallo de la flor es larga, delgado y apenas pubescente.  Los pétalos son de color blanco y tienen una punta redondeada. Los frutos son aquenios peludos. Florece de mayo a noviembre.

## Taxonomía
Potentilla glabra fue descrita por George Loddiges y publicado en Botanical Cabinet; consisting of coloured delineations.. 10:, pl. 914. 1824.
Etimología
Potentílla: nombre genérico que deriva del latín postclásico potentilla, -ae de potens, -entis, potente, poderoso, que tiene poder; latín -illa, -illae, sufijo de diminutivo–. Alude a las poderosas presuntas propiedades tónicas y astringentes de esta planta.
glabra: epíteto latíno que significa "glabra".
Variedades aceptadas
- Potentilla glabra var. mandshurica (Maxim.) Hand.-Mazz.
- Potentilla glabra var. veitchii (E.H.Wilson) Hand.-Mazz.

Sinonimia
- Dasiphora davurica (Nestl.) Kom. & Aliss.
- Potentilla fruticosa var. dahurica (Nestl.) Ser.
- Potentilla fruticosa var. davurica (Nestl.) Ser.
- Potentilla fruticosa var. mongolica Maxim.
- Potentilla fruticosa var. tangutica Th.Wolf
- Potentilla glabra var. glabra
- Potentilla glabra var. rhodocalyx H.R.Fletcher[3]